# Sušac (sziget)
Sušac (olaszul: Cazza) egy lakatlan sziget az Adriai-tengerben, Horvátországban.

## Leírása
Sušac szigete Lastovótól 24 km-re nyugatra és Vistől 27 km-re délkeletre a nyílt tengeren található annak a történelmi fontosságú hajóútnak a mentén, mely Dalmáciát az itáliai Gargano-félszigettel összeköti. 
A sziget sarló alakú, délnyugati része hosszúkás (3,5 km) és keskeny (legfeljebb 0,8 km széles), az északkeleti része pedig oválisabb és masszívabb (2,5 km hosszú, 1,4 km széles). Legészakibb pontja a Nažena-fok, a legkeletibb pedig a Lastovac-fok. Északkeleten található legmagasabb pontja a Veli Gark (243 m). Partvonalának hosszúsága 13,7 km, területe 4,6 km². Nagyobb öblei: Trišćavac, Portić, Dol, Balun, Dobri bok, Petrara, Velji kolač, Mali kolač, Velji Grk és Mali Grk. Az északnyugati part meredek, délkeleten pedig több homokos öböl található. A sziget a Lastovo-szigetek Natúrpark része.
A sziget felső krétakori mészkőből épült. Legnagyobb része sziklás és vízmentes, növényzet csak a sziget északi részén található. A Gradeška-fokon (délkeleten) 1880 óta áll egy világítótorony, a sziget belsejében pedig egy Szent Mihály kápolna. A környező tenger gazdag szardíniában és rákokban (homár), ezért a lastovaciak, a velalučaiak és a komižaiak kedvelt halászterülete.

## Története
A sziget ősi neve Choasa volt, a középkori velencei neve pedig Cazza. Az ókorban illírek lakták, akkoriban jobbára erőd szerepe volt. A gazdag régészeti leletek a szigetnek az őskortól a középkorig tartó folyamatos lakottságáról tanúskodnak. A középkorban a bencések egyik központja volt, akik a 12. században templomot és kolostort építettek ide Szent Miklósnak a tiszteletére. A templom romjaitól délkeletre egy gótikus templom található, amelynek ajtaja fölött egy Szent Balázs-szobor található. Sušacon a 15. századtól kezdve két kis szezonális halászfalu volt barakkokkal, ahol halakat sóztak. Ezeket a településeket Lastovo, Vis és Korčula halászai használták. Ma Sušac egyetlen állandó lakója a világítótorony személyzete, és alkalmanként még mindig halászok, tavasszal méhészek, nyáron turisták érkeznek ide.

## Növény- és állatvilág
A mediterrán macchia csak Sušac legmagasabb gerincén és az északi lejtőkön nő. A melegebb déli lejtőkön és a part mentén éppen ellenkezőleg, különböző szubtrópusi, nyáron lombhullató cserjék vannak, amelyek csak télen zöldek, nyáron pedig levelek nélkül csupaszok. Ez a növényzet hasonló Izrael, Dél-Spanyolország és Észak-Afrika nagyobb területeinek növénytakarójához. Sušac tengerparti szikláin egy különleges endemikus szigeti faj, a sušaci kupusina (Brassica cazzae) nő.

## Fordítás
Ez a szócikk részben vagy egészben  a   Sušac című horvát Wikipédia-szócikk ezen változatának fordításán alapul.  Az eredeti cikk szerkesztőit annak laptörténete sorolja fel. Ez a jelzés csupán a megfogalmazás eredetét és a szerzői jogokat jelzi, nem szolgál a cikkben szereplő információk forrásmegjelöléseként.